# Ctenomys flamarioni
Ctenomys flamarioni, popularmente denominado de tuco-tuco-das dunas, é uma espécie de mamífero da família Ctenomyidae. Endêmica do Brasil, onde pode ser encontrada nas dunas costeiras no estado do Rio Grande do Sul.